# Љубомир Кнежевић
Љубомир Кнежевић (Улцињ, 29. мај 1939 – киднапован 6. маја 1999. и убијен у Ошљану) био је дугогодишњи сарадник листа Јединство из вучитрнског краја. 

## Биографија
Рођен је 25. маја 1939. године у Улцињу, где је завршио основну и средњу школу. Војни рок је служио у Вучитрну почетком шездесетих година прошлог века и ту остао, јер му је жена добила посао бабице у Вучитрну. У Београду завршава новинарску школу, наког чега се враћа за новинара листа „Трепча“ у Трепчи. Потом постаје и дописник „Политике Експрес“ и сарађује са Политиком, Јединством и Радио Приштином. 
За време бомбардовања Савезне Републике Југославије киднапован је од стране албанских терориста 6. маја 1999. године и од тада му се губи сваки траг. Име Љубомира Кнежевића је међу 39 несталих или убијених новинара у Досијеу који је направило Удружење новинара Србије. На сајту УНС-а записано је да се у белој књизи Владе Србије „Албански тероризам и организовани криминал на Косову и Метохији”, као осумњичени за нестанак Љубомира Кнежевића помиње Беким Шути (1976). Према тим подацима, Кнежевић је одведен у штаб Ослободилачке војске Косова (ОВК) који се налазио у селу Ошљане, где је мучен и убијен, али његови посмртни остаци нису пронађени. Нестанак Љубомира Кнежевића истражује Тужилаштво за ратне злочине у оквиру предмета Ликовац. 